# Чемпионат мира по настольному теннису среди команд 2012
Чемпионат мира по настольному теннису среди команд 2012 года (полное официальное название «Liebherr 2012 World Team Table Tennis Championships») прошёл с 25 марта по 1 апреля 2012 года в Дортмунде, Германия. Это был 51-й по счету Чемпионат мира по настольному теннису.

## Состав участников
Первый, чемпионский, дивизион состоял из 24 команд. К соревнованиям в этом дивизионе были допущены 18 лучших команд первого дивизиона и 2 лучшие команды второго дивизиона согласно результатам командного чемпионата мира 2010 года в Москве. Остальные 4 места были заполнены на основании командного мирового рейтинга ITTF.
| Китай · Германия · Япония · Республика Корея · Гонконг · Россия · Беларусь · Венгрия · Чехия | Австрия · Швеция · Польша · КНДР · Португалия · Испания · Сингапур · Китайский Тайбэй · Хорватия |

| Сингапур · Китай · Япония · Германия · Республика Корея · Гонконг · Венгрия · Нидерланды · Китайский Тайбэй | Польша · Хорватия · Румыния · КНДР · Россия · Испания · США · Украина · Беларусь |

Также в рамках чемпионата были проведены соревнования второго, третьего, четвёртого и пятого дивизионов.

## Медали

### Медалисты
| Дисциплина      | Золото                                                     | Серебро                                                                                 | Бронза                                                                                   |
| --------------- | ---------------------------------------------------------- | --------------------------------------------------------------------------------------- | ---------------------------------------------------------------------------------------- |
| Мужская команда | Китай · Ван Хао · Ма Линь · Ма Лун · Сюй Синь · Чжан Цзикэ | Германия · Патрик Баум · Тимо Болль · Кристиан Зюсс · Дмитрий Овчаров · Бастиан Штейгер | Республика Корея · Чу Се Хёк · Ю Сын Мин · Jung Young-sik · Kim Min-seok · Oh Sang-eun   |
| Мужская команда | Китай · Ван Хао · Ма Линь · Ма Лун · Сюй Синь · Чжан Цзикэ | Германия · Патрик Баум · Тимо Болль · Кристиан Зюсс · Дмитрий Овчаров · Бастиан Штейгер | Япония · Дзюн Мидзутани · Сэйя Кисикава · Коки Нива · Кэнта Мацудайра · Maharu Yoshimura |
| Женская команда | Китай · Дин Нин · Ли Сяося · Лю Шивэнь · Го Янь · Го Юэ    | Сингапур · Фэн Тяньвэй · Ван Юэгу · Ли Цзявэй · Sun Beibei · Юй Мэнъюй                  | Гонконг · Те Яна · Цзян Хуацзюнь · Ли Хаоцин · Ng Wing Nam · Yu Kwok See                 |
| Женская команда | Китай · Дин Нин · Ли Сяося · Лю Шивэнь · Го Янь · Го Юэ    | Сингапур · Фэн Тяньвэй · Ван Юэгу · Ли Цзявэй · Sun Beibei · Юй Мэнъюй                  | Республика Корея · Kim Kyung-Ah · Тан Йе Со · Seok Ha-Jung · Yang Ha-Eun · Park Mi-Young |

### Медальный зачёт
| Место | Страна           | Золото | Серебро | Бронза | Всего |
| ----- | ---------------- | ------ | ------- | ------ | ----- |
| 1     | Китай            | 2      | 0       | 0      | 2     |
| 2-3   | Германия         | 0      | 1       | 0      | 1     |
| 2-3   | Сингапур         | 0      | 1       | 0      | 1     |
| 4     | Республика Корея | 0      | 0       | 2      | 2     |
| 5-6   | Гонконг          | 0      | 0       | 1      | 1     |
| 5-6   | Япония           | 0      | 0       | 1      | 1     |
| Всего | Всего            | 2      | 2       | 4      | 8     |